# Ugly (canção de The Gazette)
"Ugly" (estilizado como UGLY) é o vigésimo segundo single da banda japonesa de rock The Gazette, lançado em 18 de novembro de 2015 em duas edições. É o terceiro movimento do projeto da banda Dark Age e não foi incluído em nenhum álbum, apesar de ser fortemente relacionado com Dogma. No Japão, foi lançado pela Sony Japan e na Europa pela JPU Records.

## Lançamento
"Ugly" foi anunciado no final de outubro de 2015. Ao mesmo tempo, um teaser e o novo visual da banda foram apresentados. No dia 2 de novembro, a faixa título começou a ser exibida em rádios japonesas. Uma semana antes do lançamento, a JPU Records disponibilizou a pré-venda do single pelo iTunes. Em 15 de novembro, The Gazette revelou um teaser para cada uma das três canções do single.
O single foi lançado em 18 de novembro em duas edições: a regular, que possui apenas o CD com três faixas, e a limitada, onde o CD possui apenas duas faixas mas acompanha um DVD, com o videoclipe de "Ugly" e seu making-of.

## Produção
O vocalista Ruki contou que após o lançamento do álbum Dogma, a banda decidiu lançar um novo single. Apesar de ainda não terem uma música selecionada, ele sabia como seria o videoclipe e a produção começou pelo vídeo.
"Ugly" é o terceiro movimento do projeto da banda Dark Age, e sua capa se completa com a capa dos outros movimentos Dogma e "Undying". Segundo Ruki, a capa de "Ugly" representa "sacrifício" e o tema da canção é "ódio". A capa foi criada pelo ilustrador Tobias Kwan e a música foi masterizada por Ted Jensen.

## Desempenho comercial
"Ugly" alcançou a décima sexta posição na Oricon Singles Chart e permaneceu na parada por cinco semanas. Na Billboard Japan Hot 100, estreou em 38° lugar.
Em uma pesquisa entre os leitores do site JRock News, a canção ficou em nono lugar como a melhor de The Gazette.

## Faixas
Todos os títulos são estilizados em maiúsculas.
Edição limitada
| Disco um (CD) |             |         |  |
| N.º           | Título      | Duração |  |
| 1.            | "Ugly"      | 3:30    |  |
| 2.            | "Depravity" | 3:17    |  |

| Disco dois (DVD) |                     |         |  |
| N.º              | Título              | Duração |  |
| 1.               | "Ugly" (Videoclipe) |         |  |
| 2.               | "Ugly" (Making-of)  |         |  |

Edição regular
| N.º            | Título         | Duração |  |
| 1.             | "Ugly"         | 3:30    |  |
| 2.             | "Depravity"    | 3:17    |  |
| 3.             | "Goddess"      | 3:44    |  |
| Duração total: | Duração total: | 10:33   |  |

## Ficha técnica
- Ruki – vocais
- Uruha – guitarra solo
- Aoi – guitarra rítmica
- Reita – baixo
- Kai – bateria